# 社会主义工人运动
社会主义工人运动（西班牙語：Movimiento de los Trabajadores Socialistas，缩写为MTS）是墨西哥的一个托洛茨基主义组织。2014年，该组织由“争取社会主义工人联盟—反潮流”的前成员组建。该组织的青年翼是“反资本主义青年团体”。该组织出版刊物《社会主义论坛》。该组织是托洛茨基主义派—第四国际的支部。